# Girls²
Girls2（ガールズガールズ）は、日本の8人組ガールズパフォーマンスグループ。所属事務所はLDH JAPAN。レコードレーベルはrhythm zone。

## 概要
8人組のガールズ・パフォーマンスグループとして、2019年6月26日にデビュー。同年7月7日より9人組体制での活動を開始。
テレビ東京系特撮実写ドラマ『ガールズ×戦士シリーズ』初期３作品（2017年～2020年放送）、それぞれのオーディションで主演を勝ち取り、歴代ヒロインを務めた卒業生から構成される。
2019年から2021年には、メンバー全員がテレビ東京系『おはスタ』へ“おはガール”としてレギュラー出演。
同番組内では、2020年4月より１年間にわたり、Girls²をモチーフにしたアニメ『ガル学。～聖ガールズスクエア学院～』が放送され、翌2021年にはそのアニメと実写が融合された配信ライブ「ガル学。Anime LIVE 2021 ～ツナグツナグ～」を開催。
さらに、アニメの続編としてメンバー全員が主演する実写の地上波テレビドラマ『ガル学。～ガールズガーデン～』が2021年7月に放送され、多くの注目を集めた。
また、2022年8月～12月にかけて日本テレビ「この恋イタすぎました」へレギュラー出演を果たしている。
スーパーキャッチー&ダンサブルな楽曲群と、個性あふれるメンバーによるダンスパフォーマンス、そして、TVドラマ出身者ならではのビジュアルクォリティが最大の魅力としている。さらに、アーティスト活動だけにとどまらず、俳優、TVバラエティタレント、モデル、ラジオパーソナリティ、アニメ声優など、多岐にわたる幅広い活動を行っている。
2023年4月より再び8名体制での活動をスタート。
2025年9月からは、初となる7人体制での活動をスタート予定。

## 略歴
特記のない限り、Girls² での活動。
| 年     | 日付                | 出来事 |
| ------ | ------------------- | --- |
| 2019年 | 3月29日             | ガールズ×戦士シリーズの歴代ヒロインから構成される音楽グループ『miracle2』から小田柚葉、『magical2』から隅谷百花、鶴屋美咲、小川桜花、増田來亜、『mirage2』の菱田未渚美、山口綺羅、原田都愛の計8名が参加し、Girls2 が結成された。 この日開催された「magical² SPECIAL LIVE」大阪公演にて結成とメジャーデビューを発表し、グループとして初のパフォーマンスを行った。                                                      |
| 2019年 | 4月8日              | 小田柚葉、隅谷百花、鶴屋美咲、小川桜花、増田來亜の5名が「おはガール from Girls²」として「おはスタ」レギュラー出演を開始した。 |
| 2019年 | 6月26日             | 1st シングル『ダイジョウブ』発売。 |
| 2019年 | 7月7日              | 6月にmirage2に加入した石井蘭が新メンバーとしてGirls²に加入し、9人体制となる。 |
| 2019年 | 8月7日              | おはガール from Girls² 1st シングル「走れ！月火水木金曜日！」発売。 |
| 2019年 | 9月2日              | 『アルバルク東京公式応援ガール』に就任した。 |
| 2019年 | 10月7日             | ミサキクレアfrom Girls²「フレンドシップ No.1」発売。 |
| 2019年 | 10月30日            | 1st ミニアルバム『恋するカモ』発売。 |
| 2019年 | 11月17日            | 「ひみつ×戦士 ファントミラージュ!」の映画化、初のライブツアー「Girls2 LIVE TOUR 2020 〜チュワパネ！〜」の開催、E-girls のライブツアー「E-girls PERFECT LIVE 2011▶2020」全公演にオープニングアクトとしての参加が発表された。 |
| 2019年 | 12月18日            | おはガール from Girls² 2nd シングル「おはようのスマイル」発売。 |
| 2020年 | 2月19日             | おはガール from Girls² 3rd シングル「Girl meets Girl」発売。 |
| 2020年 | 3月27日             | テレビ東京系「おはスタ」に鶴屋美咲・小田柚葉・隅谷百花・増田來亜・小川桜花の5人に加え、mirage²としても活動している菱田未渚美・山口綺羅・原田都愛・石井蘭の4人が4月より「おはガール」として出演することが発表された。 |
| 2020年 | 4月6日              | Girls²を描いた完全オリジナルアニメ「ガル学。～聖ガールズスクエア学院～」がスタート。当アニメから派生したユニット『east2』（イーストイースト）、『south2』（サウスサウス）、『west2』（ウェストウェスト）が結成された。 |
| 2020年 | 4月7日              | 「劇場版 ひみつ×戦士 ファントミラージュ! 〜映画になってちょーだいします〜」が公開延期された。 |
| 2020年 | 5月20日             | 2nd ミニアルバム『チュワパネ！』発売。（当初は4月29日発売予定）。 |
| 2020年 | 6月20日             | 新型コロナウイルス感染症の影響による「Girls2 LIVE TOUR 2020 〜チュワパネ！〜」の全公演中止を発表。 |
| 2020年 | 7月29日             | 1st EP『私がモテてどうすんだ』発売。 |
| 2020年 | 11月15日            | 「Girls² LIVE TOUR 2020 〜チュワパネ！〜」の代替として生配信ライブ「Girls² Online Live 2020」開催された。 |
| 2020年 | 11月18日            | 2nd EP『大事なモノ / #キズナプラス』発売。 |
| 2021年 | 1月13日             | 3rd EP『ジャパニーズSTAR』が発売。 |
| 2021年 | 3月24日             | 『TVアニメ『ガル学。〜聖ガールズスクエア学院〜』コンプリート・ベスト』発売。 |
| 2021年 | 3月26日             | 小田柚葉、隅谷百花、鶴屋美咲、小川桜花、増田來亜が「おはガール」を卒業。菱田未渚美、山口綺羅、原田都愛、石井蘭の4名は引き続き「おはガール」として出演する。 |
| 2021年 | 3月27日（28日）     | 「ガル学。Anime LIVE 2021 〜ツナグツナグ〜」開催。「おはスタ」MCのスバにぃ（木村昴）がサプライズで登場し、『ガル学』の実写ドラマ化を公表し、主題歌をスバにぃ（木村昴）とコラボ楽曲に決定された。 |
| 2021年 | 4月28日             | 4th EP「Girls Revolution / Party Time!」発売。。 |
| 2021年 | 7月1日              | 『ガル学。ファンフォトブック』と『ガル学。〜聖ガールズスクエア学院〜』コミカライズ版が小学館から同時発売。 |
| 2021年 | 7月3日              | 初の冠レギュラー番組となる文化放送『Girls2のがるがるトーク！』開始した。メンバーが3チームに分かれ、週替わりで出演する。 |
| 2021年 | 7月7日              | Girls²が主演を務める『ガル学。〜ガールズガーデン〜』放送開始。 |
| 2021年 | 8月12日             | グループ初となるライブツアー「Girls2 First Live Tour -Enjoy The Good Days-」開催決定。 |
| 2021年 | 8月25日             | 5th EP「Enjoy / Good Days」発売。 |
| 2021年 | 10月1日             | 菱田未渚美、山口綺羅、原田都愛、石井蘭の4名が「おはガール」を卒業。これに伴い、「おはガール from Girls²」としての2年6か月の活動を終了した。 |
| 2021年 | 10月2日 - 11月21日  | ライブツアー「Girls² First Live Tour -Enjoy The Good Days-」開催。 |
| 2021年 | 11月20日 - 11月24日 | 「Girls²ファンミーティング by GL²family」全国7都市、「Lucky²ファンミーティング by GL²family」全国4都市にて同時開催。 |
| 2021年 | 12月22日            | アニメ「ガル学。～聖ガールズスクエア学院～」全話および配信ライブ「ガル学。Anime LIVE 2021 ～ツナグツナグ～」、「ガル学。～ガールズガーデン～」の2タイトルがBlu-rayで発売（前者は2枚組での発売）。 |
| 2022年 | 1月12日             | 1stフルアルバム「We are Girls²」発売。初回限定盤に同梱されるDVDとBlu-rayには、タイプAがPVとメイキング集、タイプBが前年10月に開催された1stライブツアーの東京ガーデンシアター公演を収録。 |
| 2022年 | 1月28日             | 「Girls²ファンミーティング by GL²family」の福岡、広島公演がメンバーの体調不良により延期することを発表。当該メンバーはその後、体調が回復したことにより2月8日の大阪公演から復帰。延期となった広島公演は3月6日、福岡公演は3月29日にそれぞれ振り替えて開催した。 |
| 2022年 | 4月11日             | Girls²がプロデュースしたコスメブランド「you know...?」が発売。 |
| 2022年 | 4月27日             | 6th EP『C'mon Neo Zipang!!! / Juga Juga JUNGLE』発売。3周年記念ライブ「Girls2 3rd Anniversary Live -ダイジョウブ-」が6月25日に一夜限りで開催されることが決定された。 |
| 2022年 | 6月25日             | 「Girls2 3rd Anniversary Live -ダイジョウブ-」開催。同日、ライブツアー「Girls2 Live Tour 2022 "Shangri-la"」の開催を発表。 |
| 2022年 | 8月5日（4日深夜）   | Girls2 がレギュラー出演するバラエティー番組『この恋イタすぎました』放送開始。 |
| 2022年 | 8月24日             | 7th EP「Shangri-la」発売。 |
| 2022年 | 9月3日 - 12月25日   | ライブツアー「Girls2 Live Tour 2022 "Shangri-la"」開催。 |
| 2022年 | 12月21日            | 8th EP「Love Genic / Bye-Bye-Bye」発売。 |
| 2022年 | 12月25日            | 「Girls² ファンミーティング 2023 by GL² family & friend」開催決定。全国7都市にて「GL² family」「GL² friend」会員ファンミーティングを開催。同日にバーチャルK-POPアーティストAPOKIとのコラボレーション楽曲が2023年春にリリースされることが決定。 |
| 2023年 | 3月31日             | メンバーの石井蘭がグループを卒業、SL Square LLP.を退社した。 |
| 2023年 | 5月24日             | 9th EP『Countdown』発売。 |
| 2023年 | 6月24日             | iScreamとコラボシングル「Rock Steady」が2023年9月6日に発売されることをCL特番の生配信と各グループのInstagramとYoutubeチャンネルの生配信にて発表。また、同年10月から12月にかけて3rdライブツアーの開催を発表。 |
| 2023年 | 9月6日              | iScreamとのコラボシングル「Rock Steady」発売。 |
| 2023年 | 10月14日 - 12月24日 | 3度目のライブツアー「Girls2 LIVE TOUR 2023 -activate-”」が全国9箇所11公演で開催。 |
| 2023年 | 12月20日            | 10th EP『アクセラレイト』発売。 |
| 2024年 | 3月20日             | 2ndフルアルバム『We are Girls² - Ⅱ -』発売。収録楽曲は1stフルアルバム以降にリリースされた楽曲の中からファン投票にて選出された上位5曲と、新曲2曲を含む全16曲を収録。また、初回限定生産盤に同梱されるBD及びDVDにはライブ盤が前年12月に東京ガーデンシアターで行われた3rdライブツアーの東京公演の模様を、ダンス盤には新曲（タイトル未定）のMVとダンス映像に加え、過去にリリースされた楽曲のMVとダンス映像をそれぞれ収録。 |
| 2024年 | 6月19日             | iScreamとの2ndコラボシングル『D.N.A』発売。 |
| 2024年 | 6月30日             | 国立代々木競技場第一体育館にて「Girls² 5th anniversary We are Girls² -The Live-」 開催。 |
| 2024年 | 8月30日 - 31日      | 「バンコク日本博2024」にて海外初パフォーマンス |
| 2024年 | 10月30日            | 11th EP『寄り道 －Take it easy baby－』発売。 |
| 2025年 | 3月2日-5月24日      | 4度目のライブツアー「Girls² LIVE TOUR -ガルガルエイト-」を金沢・大阪・札幌・名古屋・福岡・横浜・京都・仙台にて全9公演開催。 |
| 2025年 | 4月1日              | 所属事務所をSL Square LLP.からLDH JAPANへ移籍。これに伴い、レコード会社もソニー・ミュージックレーベルズからrhythm zoneへ移籍。 |
| 2025年 | 6月28日             | ライブツアー「Girls² LIVE TOUR -ガルガルエイト-」の追加公演として、「Girls² LIVE TOUR 2025 -ガルガルエイト- 6th Anniversary Party」を東京ガーデンシアターで開催。 |
| 2025年 | 7月15日             | 原田都愛が8月末をもってグループから卒業することを発表。 |

## メンバー
メンバー名は、原則として以下の順で列記される。
1. 「ガールズ×戦士シリーズ」の出演が早い順
2. 同一作品の出演者は、各作品でのクレジット順に準拠

### 現メンバー
| 名前                     | 生年月日               | 出身地   | EXPG 出身校 | メンバー カラー | アルバルク東京 応援ガール衣装 背番号 | 「チュワパネ！」及び 2020年「おはガール」 の担当カラー | 2021年 「おはガール」（前期） の担当カラー 及び ラガーシャツ風衣装 背番号 | 2021年 「おはガール」（前期） の担当カラー 及び ラガーシャツ風衣装 背番号 | 前所属 グループ | ガールズ×戦士 主演時の役名 | 備考                          |
| ------------------------ | ---------------------- | -------- | ----------- | --------------- | ------------------------------------ | ------------------------------------------------------ | ------------------------------------------------------------------------- | ------------------------------------------------------------------------- | --------------- | -------------------------- | ----------------------------- |
| 小田柚葉 おだ ゆずは     | 2004年11月7日（20歳）  | 東京都   | 東京校      | 水色            | 72                                   | 緑                                                     | -                                                                         | -                                                                         | miracle2        | 橘フウカ たちばな ふうか   | 元 amorecarina メンバー       |
| 隅谷百花 すみたに ももか | 2004年11月20日（20歳） | 兵庫県   | 大阪校      | 青              | 52                                   | 赤                                                     | -                                                                         | -                                                                         | magical2        | 白雪リン しらゆき りん     |                               |
| 鶴屋美咲 つるや みさき   | 2003年4月18日（22歳）  | 福岡県   | 福岡校      | オレンジ        | 222                                  | ピンク                                                 | -                                                                         | -                                                                         | magical2        | 花守ミツキ はなもり みつき | Girls2リーダー グループ最年長 |
| 小川桜花 おがわ ようか   | 2004年4月2日（21歳）   | 宮崎県   | 宮崎校      | 紫              | 12                                   | 黄緑                                                   | -                                                                         | -                                                                         | magical2        | 星奈シオリ ほしな しおり   |                               |
| 増田來亜 ますだ くれあ   | 2003年8月19日（22歳）  | 宮崎県   | 宮崎校      | 白              | 172                                  | 青                                                     | -                                                                         | -                                                                         | magical2        | 虹色ユリア にじいろ ゆりあ |                               |
| 菱田未渚美 ひしだ みなみ | 2006年12月26日（18歳） | 兵庫県   | 大阪校      | ピンク          | 122                                  | 紫                                                     | 紫                                                                        | 62                                                                        | mirage2         | 桜衣ココミ さくらい ここみ | グループ最年少                |
| 山口綺羅 やまぐち きら   | 2004年1月20日（21歳）  | 長崎県   | 福岡校      | 黄色            | 202                                  | 水色                                                   | 黄色                                                                      | 72                                                                        | mirage2         | 明日海サキ あすみ さき     | mirage2リーダー               |
| 原田都愛 はらだ とあ     | 2005年4月2日（20歳）   | 神奈川県 | 横浜校      | 緑              | 252                                  | オレンジ                                               | オレンジ                                                                  | 82                                                                        | mirage2         | 紫月ヨツバ しづき よつば   |                               |

### 元メンバー
| 名前               | 生年月日             | 出身地 | EXPG 出身校 | メンバー カラー | アルバルク東京 応援ガール衣装 背番号 | 「チュワパネ！」及び 2020年「おはガール」 の担当カラー | 2021年 「おはガール」（前期） の担当カラー 及び ラガーシャツ風衣装 背番号 | 2021年 「おはガール」（前期） の担当カラー 及び ラガーシャツ風衣装 背番号 | 前所属 グループ | ガールズ×戦士 主演時の役名 | 備考                                                             |
| ------------------ | -------------------- | ------ | ----------- | --------------- | ------------------------------------ | ------------------------------------------------------ | ------------------------------------------------------------------------- | ------------------------------------------------------------------------- | --------------- | -------------------------- | ---------------------------------------------------------------- |
| 石井蘭 いしい らん | 2004年8月7日（21歳） | 埼玉県 | 大宮校      | 赤              | 872                                  | 黄色                                                   | 青                                                                        | 92                                                                        | mirage2         | 紅羽セイラ くれは せいら   | 2019年7月7日加入 2023年3月31日卒業現在ME:Iサブリーダーとして活動 |

## ディスコグラフィ
順位はオリコン週間ランキングの最高位。
mirage2 名義については「mirage2#ディスコグラフィ」の項目を参照。

## タイアップ
『ガールズ×戦士シリーズ』
| 曲名             | タイアップ                                                                                   | 初収録ディスク                           |
| ---------------- | -------------------------------------------------------------------------------------------- | ---------------------------------------- |
| ダイジョウブ     | 『ひみつ×戦士 ファントミラージュ!』 第1話 - 第13話 オープニングテーマ                        | 1st シングル「ダイジョウブ」             |
| 恋するカモ       | 『ひみつ×戦士 ファントミラージュ!』 第14話 - 第39話 オープニングテーマ                       | 1st ミニアルバム「恋するカモ」           |
| チュワパネ！     | 『ひみつ×戦士 ファントミラージュ!』 第40話 - 第64話 オープニングテーマ                       | 2nd ミニアルバム「チュワパネ！」         |
| ABCDEFガール     | 『劇場版 ひみつ×戦士 ファントミラージュ！ 〜映画になってちょーだいします〜』 主題歌          | 2nd ミニアルバム「チュワパネ！」         |
| 大事なモノ       | 『ポリス×戦士 ラブパトリーナ!』 第0話 - 第23話 オープニングテーマ                            | 2nd EP「大事なモノ / #キズナプラス」     |
| Girls Revolution | 『ポリス×戦士 ラブパトリーナ!』 第24話 - 第48話 オープニングテーマ                           | 4th EP「Girls Revolution / Party Time!」 |
| STARRRT!         | 『劇場版 ポリス×戦士 ラブパトリーナ！〜怪盗からの挑戦！ ラブでパパッとタイホせよ！〜』主題歌 | 4th EP「Girls Revolution / Party Time!」 |

その他
おはスタ、「ガル学。」以外のタイアップについて記載。
| 曲名                                             | タイアップ | 初収録ディスク                                            |
| ------------------------------------------------ | --- | --------------------------------------------------------- |
| フレンドシップ No.1 （ミサキクレア from Girls2） | テレビアニメ『パズドラ』第5期 エンディングテーマ | おはガール from Girls2 2nd シングル「おはようのスマイル」 |
| フレフレ 2020                                    | アルバルク東京 2019‐20 SEASON 公式応援ソング | 2nd ミニアルバム「チュワパネ！」                          |
| ぐるぐる                                         | 劇場アニメ『映画 ねこねこ日本史 〜龍馬のはちゃめちゃタイムトラベルぜよ！〜』主題歌                                                                                        | 2nd ミニアルバム「チュワパネ！」                          |
| ぐるぐる                                         | テレビアニメ『ねこねこ日本史』第5期（129話 - 143話）オープニングテーマ | 2nd ミニアルバム「チュワパネ！」                          |
| ズッ友Heart Beats！                              | テレビアニメ『GO!GO!アトム』エンディングテーマ | 2nd ミニアルバム「チュワパネ！」                          |
| 私がモテてどうすんだ                             | 映画『私がモテてどうすんだ』主題歌 | 1st EP「私がモテてどうすんだ」                            |
| JEWEL GIRL                                       | 映画『私がモテてどうすんだ』挿入歌 | 1st EP「私がモテてどうすんだ」                            |
| チョコモーモー                                   | AMAZING COFFEE × LAWSON MACHI café イメージソング | 1st EP「私がモテてどうすんだ」                            |
| 大事なモノ                                       | ラグーナテンボス 夏キャンペーンソングナガシマスパーランド CMソング | 2nd EP「大事なモノ / #キズナプラス」                      |
| #キズナプラス                                    | 竹下通り 2020 公式イメージソング | 2nd EP「大事なモノ / #キズナプラス」                      |
| HERE WE GO                                       | WEGO×Girls2 2020 Collaboration Image Song | 2nd EP「大事なモノ / #キズナプラス」                      |
| ジャパニーズSTAR                                 | テレビアニメ『ねこねこ日本史』第5期（144話 - 160話）オープニングテーマ | 3rd EP「ジャパニーズSTAR」                                |
| ねこねこ日本史おぼえ歌〜全時代丸分かり♪〜        | テレビアニメ『ねこねこ日本史』第5期（144話 - 160話）エンディングテーマ | 3rd EP「ジャパニーズSTAR」                                |
| 弾心 〜ダンシン〜                                | 九州朝日放送「アサデス。KBC」内プロジェクト「アサダン」テーマソング | 4th EP「Girls Revolution / Party Time!」                  |
| Party Time!                                      | テレビ朝日系列「musicる TV」2021年4月度オープニングテーマ | 4th EP「Girls Revolution / Party Time!」                  |
| Chu-Lu-Chu-Chu                                   | 文化放送「Girls2のがるがるトーク!」 オープニングテーマ（2021年7月 - 12月）・エンディングテーマ（2022年1月）                                                               | 5th EP「Enjoy / Good Days」                               |
| Good Days                                        | 文化放送「Girls2のがるがるトーク!」 エンディングテーマ（2021年7月 - 2022年1月）                                                                                           | 5th EP「Enjoy / Good Days」                               |
| 人人人生紹介ソング                               | 文化放送「Girls2のがるがるトーク!」 オープニングテーマ（2022年1月 - 4月）・エンディングテーマ（2022年2月 - 4月）                                                          | 1st フルアルバム「We are Girls2」                         |
| C‘mon Neo Zipang!!!                              | 読売テレビ・日本テレビ系「秘密のケンミンSHOW極」エンディングテーマ、仙台放送『あらあらかしこ』2022年5月エンディングテーマ、『アルペングループ』50周年GWタイアップソング。 | 6th EP「C'mon Neo Zipang!!! / Juga Juga JUNGLE」          |
| Juga Juga JUNGLE                                 | 読売テレビ・日本テレビ系「情報ライブ ミヤネ屋」エンディングテーマ | 6th EP「C'mon Neo Zipang!!! / Juga Juga JUNGLE」          |
| Flutter                                          | 文化放送「Girls2のがるがるトーク!」 オープニングテーマ・エンディングテーマ（2022年4月 - ）、アニメ「舞子さんちのまかないさん」エンディングテーマ                          | 6th EP「C'mon Neo Zipang!!! / Juga Juga JUNGLE」          |
| Swipe Up                                         | 日本テレビ「この恋イタすぎました」テーマソング | 7th EP「Shangri-la」                                      |
| Bye-Bye-Bye                                      | 日本テレビ「この恋イタすぎました」テーマソング | 8th EP「Love Genic / Bye-Bye-Bye」                        |
| Love Genic                                       | 日本テレビ系「スッキリ」テーマソング | 8th EP「Love Genic / Bye-Bye-Bye」                        |
| UNCOOL                                           | 文化放送『～キミはひとりじゃない～ 文化放送 受験生応援キャンペーン』キャンペーンソング                                                                                    |                                                           |
| Countdown feat. APOKI                            | NBC長崎放送『MUSIC WOLF TV』5月度オープニングテーマ | 9th EP 「Countdown」                                      |
| I wanna 宣言                                     | 日本テレビ系『DayDay.』2023年12月エンディングテーマ | 10th EP『アクセラレイト』                                 |
| どっち！？                                       | フジテレビ系『全力!脱力タイムズ』2023年間12月・2024年1月エンディングテーマ                                                                                                | 10th EP『アクセラレイト』                                 |
| Magic                                            | ABC-MART 在庫一掃セール TVCMソング、モーターゾーンTV（2024年4月度）エンディングテーマ                                                                                     | 2nd フルアルバム「We are Girls2-Ⅱ-」                      |
| Make My Day                                      | CBCドラマ『スパイの人事部』主題歌 | 2nd フルアルバム「We are Girls2-Ⅱ-」                      |
| 寄り道 -Take it easy baby-                       | フジテレビ系『全力!脱力タイムズ』2024年11月・12月エンディングテーマ | 11th EP『寄り道 -Take it easy baby-』                     |
| Good Night Santa                                 | ABC-MART 冬靴祭 TVCMソング | 11th EP『寄り道 -Take it easy baby-』                     |
| さくら、届け                                     | MBS ドラマ特区『世界で一番早い春』オープニング主題歌 |                                                           |

## 出演番組

### テレビドラマ
- ガールズ×戦士シリーズ　(テレビ東京）[注 11]
  - ひみつ×戦士　ファントミラージュ!（2019年4月7日 - 2020年6月28日）- 菱田未渚美、山口綺羅、原田都愛、石井蘭
    - 第7話（2019年5月19日） − 隅谷百花、鶴屋美咲、小川桜花、増田來亜
    - 第11話（2019年6月16日）　- 小田柚葉
    - 第43話（2020年2月2日）[注 12] − 小田柚葉、隅谷百花、鶴屋美咲、小川桜花、増田來亜

  - ポリス×戦士 ラブパトリーナ!
    - 第10話（2020年9月27日）- 菱田未渚美、山口綺羅、原田都愛、石井蘭
    - 第43話（2021年5月23日）

  - ビッ友×戦士 キラメキパワーズ!
    - 第1話 （2021年7月4日） - 増田來亜
    - 第27話（2022年1月16日） - 石井蘭
    - 第29話（2022年1月30日） - 小川桜花
    - 第31話（2022年2月13日） - 小田柚葉
    - 第49話（2022年6月19日） - 増田來亜
    - 第50話（2022年6月26日） - 増田來亜

### 映画
- 劇場版 ひみつ×戦士 ファントミラージュ! 〜映画になってちょーだいします〜（2020年7月23日）
- 劇場版 ポリス×戦士 ラブパトリーナ! ～怪盗からの挑戦！ ラブでパパッとタイホせよ！～（2021年5月21日）
- 私がモテてどうすんだ                      （2020年7月10日）-鶴屋、小川、増田、山口、石井

### レギュラー
- おはスタ（テレビ東京、2019年4月8日 - 2021年10月1日） - おはガール from Girls2

| 期間                       | 月曜              | 火曜              | 水曜       | 木曜            | 金曜                | 補足   |
| -------------------------- | ----------------- | ----------------- | ---------- | --------------- | ------------------- | ------ |
| 2019年4月8日‐2020年3月27日 | 鶴屋美咲          | 小田柚葉          | 隅谷百花   | 増田來亜        | 小川桜花            | [ 29 ] |
| 2020年4月6日‐2021年3月26日 | 小川桜花 原田都愛 | 増田來亜 山口綺羅 | 鶴屋美咲   | 小田柚葉 石井蘭 | 隅谷百花 菱田未渚美 |        |
| 2021年4月5日‐2021年10月1日 | 原田都愛          | 山口綺羅          | 菱田未渚美 | 石井蘭          | 菱田未渚美          |        |

- ガチャムク（BSフジ、2020年7月5日 - 2023年3月25日） - 鶴屋・山口
- この恋イタすぎました（日本テレビ、2022年8月5日 - 12月2日）
- ZIP!（日本テレビ、2022年4月4日 - ）‐　山口

### 特番
- Girls2 〜9人のキセキ〜（テレビ東京、2020年3月22日・29日）
- Girls2 Trip in MYZK（テレビ宮崎、2021年12月21日）

### バラエティ
- Eダンスアカデミー（NHK Eテレ、2019年7月26日、8月2日、9月27日）
- ポケモンの家あつまる?（テレビ東京、2019年8月4日）- 小田・鶴屋
- おはスタ（テレビ東京、2019年10月25日・2020年3月27日・2022年2月23日・12月9日・2023年8月24日・25日・10月18日・11月8日・2024年7月24日- 鶴屋、増田・7月29日〜8月2日-小川、菱田[注 13]）
- 月〜金お昼のソングショー ひるソン!（テレビ東京、2019年11月7日）
- プレミアMelodiX!（テレビ東京、2020年1月27日・2021年8月9日・2022年4月18日、2024年10月28日）
- スッキリ（日本テレビ、2020年4月2日・2022年4月7日・4月10日）
- 音力-ONCHIKA-（読売テレビ、2020年4月3日）- 隅谷・増田・石井
- 沼にハマってきいてみた（NHK Eテレ、2020年4月28日）
- 音ボケPOPS（TOKYO MX、2020年8月1日・2021年8月21日・2023年1月14日・12月16日）- 鶴屋・石井、増田・山口、小川・菱田、隅谷・鶴屋
- プレミアの巣窟（フジテレビ、2020年8月25日）- 鶴屋・山口
- テレ東音楽祭（2020秋）（テレビ東京、2020年9月30日）[注 14]
- PLAYLIST（TBS、2020年5月26日、11月24日、2021年4月27日、12月21日、2024年4月30日）
- 日テレ系お笑いの祭典 NETA FES JAPAN（日本テレビ、2021年9月8日[30]）[注 15]
- ウワサのお客様（フジテレビ、2022年3月18日・2023年3月3日・5月12日・9月29日）- 鶴屋、増田（2024年3月1日）-鶴屋
- 超無敵クラス（日本テレビ、2022年4月17日）‐ 小川桜花
- Love music（フジテレビ、2022年4月28日）
- 夜バゲット（日本テレビ、2022年5月27日・4月13日・8月20日・8月27日・2023年8月11日・9月15日）‐ 小田・隅谷、原田・石井、増田・菱田
- バゲット（日本テレビ・中京テレビ、2022年6月13日・8月4日）- 鶴屋・山口
- ガチャムクってなんだ？第14弾（フジテレビ、2022年7月28日）‐鶴屋・山口
- MUSIC BLOOD (日本テレビ、2022年7月29日)
- バズリズム02（日本テレビ、2022年11月25日・2024年6月29日）
- 浜ちゃんが！（読売テレビ、2023年5月10日）‐ 隅谷・菱田、鶴屋・小川
- オオカミ少年〜ハマダ歌謡祭〜 （2023年6月16日、7月21日、8月18日、2024年1月19日、2月23日、3月8日、4月19日、5月24日）‐鶴屋[注 16]、小川[注 17]、隅谷[注 18]
- アーティストヴォイス（ABCテレビ、2023年8月22日・29日）‐菱田・原田
- BREAK OUT（テレビ朝日、2023年9月20日）
- NES-FES.（TKUテレビ熊本、2023年9月22日）‐鶴屋・小川
- この恋イタすぎました 一夜限りの復活SP（日本テレビ、2023年9月28日）
- 有吉の壁（日本テレビ、2023年10月11日）
- DAISUKI 2023秋（BS日テレ、2023年10月21日）‐増田・山口
- 新潟一番（テレビ新潟、2023年11月6日）‐隅谷・小川
- THE突破ファイル（日本テレビ、2023年12月7日）
- SASUKE2023（TBS、2023年12月27日）‐小川（Girls2も応援出演）
- 歌のサンセット（テレビ東京、2024年1月26日、4月12日）
- 金曜日のメタバース（テレビ朝日、2024年2月2日）‐山口
- ＴＨＥ鬼タイジ 節分決戦inハワイアンズ（TBS、2024年2月3日）‐小川
- Venue101（NHK、2024年6月8日）[注 19]
- 全員半人前〜MC＆ひな壇全員トーク番組ほぼ未経験でやってみた〜（BSよしもと、2024年6月23日）-小川
- オールスター合唱バトル（フジテレビ、2024年7月14日、12月29日）-鶴屋、小川
- 六本木メタメタRADIO（テレビ朝日、2024年8月17日）-小田、増田、山口
- クスノキ2024 ~被爆79年 今、受け継き伝える~（長崎国際テレビ、2024年8月18日）-山口
- CDTVライブ!ライブ!（TBS、2024年8月19日）[注 20]
- オールスター感謝祭（TBS、2024年10月5日）-小川
- チョコプランナー（テレビ朝日、2024年10月6日）-増田(ナレーター)
- tune（フジテレビ、2024年10月3日-31日）
- 種から植えるTV（テレビ東京、2024年11月3日）-山口、小川
- ダウンタウンDX（読売テレビ、2024年11月28日）-小川
- ダルマさんが転んだ（フジテレビ、2025年3月22日）-鶴屋
- ゴールデンドリーム（テレビ朝日、2025年4月18日）-小川、増田、菱田

### ラジオ
- Girls²のガールズトーク！（文化放送、2021年5月13日 ）小田柚葉・鶴屋美咲・小川桜花・菱田未渚美・山口綺羅・石井蘭
- Girls2のがるがるトーク!（文化放送、2021年7月3日 - 出演中）[31][注 21]
- Girls2ミサキとクレアのアニファン!（文化放送、第一期：2023年3月30日 ‐ 9月28日、第二期：2024年4月5日 - 9月27日）‐ 鶴屋美咲・増田來亜
- POP OF THE WORLD（J-WAVE、2025年7月5日 - 26日）‐ 増田來亜

### モデル(ランウェイ)
- TGC teen 2020 Winter online (2020年11月13日）、OA
- 第32回 マイナビ 東京ガールズコレクション 2021 SPRING/SUMMER（2021年2月28日）‐原田、OA [注 23]
- TGC teen 2021 Summer supported by KIREIMO（2021年7月27日）、OA
- 第33回 マイナビ 東京ガールズコレクション2021 AUTUMN/WINTER（2021年月4日）‐小川・原田、OA
- SDGs FES in EDOGAWA supported by TGC（2021年11月7日）、OA
- 第34回 マイナビ 東京ガールズコレクション 2022 SPRING/SUMMER　（2022年3月21日）‐小川・原田
- TGC teen 2022 Fukuoka（2022年5月8日）-小川・原田
- Rakuten GirlsAward 2022 AUTUMN/WINTER（2022年10月8日）‐ 小川・原田
- TGC FES YAMANASHI 2022（2022年10月22日）‐小川・原田、OA
- TGC teen 2022 Tokyo supported by Up-T（2022年11月13日）‐小川・原田
- TGC しずおか 2023 by TOKYO GIRLS COLLECTION（2023年1月14日）‐小川・原田、OA
- TGC WAKAYAMA 2023 by TOKYO GIRLS COLLECTION（2023年2月11日）‐菱田
- Rakuten GirlsAward 2023 SPRING/SUMMER（2023年5月4日）‐ 小川・原田
- Rakuten GirlsAward 2023 AUTUMN/WINTER（2023年9月30日）‐小川・原田
- TGC teen 2023 Winter supported by SIW2023（2023年11月12日）-小川・原田
- SDGs推進 TGC しずおか 2024 by TOKYO GIRLS COLLECTION（2024年1月13日）‐小川・原田
- oomiya presents TGC WAKAYAMA 2024 by TOKYO GIRLS COLLECTION（2024年2月3日）-小川・原田・菱田
- 第38回 マイナビ 東京ガールズコレクション 2024 SPRING/SUMMER（2024年3月2日）-小川・原田[注 24]
- 麻生専門学校グループ presents TGC KUMAMOTO 2024 by TOKYO GIRLS COLLECTION（2024年4月13日) -小川・原田
- GirlsAward 2024 SPRING/SUMMER（2024年5月3日）-小川・原田
- ミュゼプラチナム Presents OKINAWA COLLECTION 2024（2024年6月15日）-小川
- TGC MATUYANA 2024 by TOKYO GIRLS COLLECTION（2024年7月13日）-小川・原田
- 第39回 マイナビ 東京ガールズコレクション 2024 AUTUMN/WINTER（2024年9月7日）-小川・原田[注 25]
- TGC KITAKYUSHU 2024 by TOKYO GIRLS COLLECTION（2024年10月12日）-小川・原田、OA
- Rakuten GirlsAward 2024 AUTUMN/WINTER （2024年10月19日）-小川・鶴屋・原田

### 広告・CM
- 代々木ゼミナール TV CM、 交通広告、カタログ（2022年）-鶴屋
- 大和証券グループ TV CM（2024年）‐鶴屋
- UHA味覚糖「コロロ」Web CM（2024年）‐山口
- カルビー「ポテトチップス超薄切り」（こだわりしお味）Web CM（2024年）- 小川
- カネカ「わたしのチカラ® Q10ヨーグルト」（ドリンクタイプ）Web CM（2024年）

## テレビアニメ・ドラマ
- 『キラッとプリ☆チャン』第68話で、『ファントミラージュ！』に出演の菱田未渚美、山口綺羅、原田都愛、石井蘭がアニメと同じく声の出演。
- Girls2 を題材としたアニメ『ガル学。〜聖ガールズスクエア学院〜』が2020年4月から2021年3月まで「おはスタ」内で放送。
- ガル学。〜ガールズガーデン〜（テレビ東京、2021年7月7日 ‐ 9月29日）
- ななし怪談[注 26]

## TOKYO HEADLINE（コラム）
＊柚葉24じ− 小田柚葉（火曜日第2第4、月2回　2021年5月11日-）

## ライブ

### 2020年
2020年3月から7月にかけて、Girls2 としては初のライブツアー「Girls2 LIVE TOUR 2020 〜チュワパネ！〜」が全国9箇所で行われる予定 であったが、新型コロナウイルス蔓延防止のため、全公演の中止が発表された。
予定されていた日程は下記の通り。
| 開催日        | 開催地 | 会場                                 | 補足                    |
| ------------- | ------ | ------------------------------------ | ----------------------- |
| 3月07日・08日 | 大阪   | オリックス劇場                       |                         |
| 4月18日       | 北海道 | 札幌市教育文化会館                   |                         |
| 4月26日       | 新潟   | 新潟テルサ                           |                         |
| 5月10日       | 広島   | 広島文化学園HBGホール                |                         |
| 5月16日・17日 | 埼玉   | 三郷市文化会館 大ホール              |                         |
| 5月23日・24日 | 愛知   | 一宮市民会館                         |                         |
| 5月31日       | 福岡   | 北九州ソレイユホール                 |                         |
| 6月13日・14日 | 大阪   | オリックス劇場                       | 3月7日、8日の振替公演。 |
| 6月28日       | 宮城   | 仙台銀行ホール イズミティ21 大ホール |                         |
| 7月12日       | 東京   | 東京ドーム シティホール              |                         |

代替イベントとして、同年11月15日に生配信ライブ「Girls2 Online Live 2020」が開催された。
| 配信日   | 開催地 | 会場      | 補足 |
| -------- | ------ | --------- | ---- |
| 11月15日 | 神奈川 | 1000 CLUB |      |

### 2021年
2021年10月から11月にかけて、前年開催予定だった「Girls2 LIVE TOUR 2020～チュワパネ！〜」公演中止から約1年半を経て「Girls2 First Live Tour -Enjoy The Good Days-」が大阪、東京、愛知の3都市8公演で開催された。
日程は下記の通り。
| 開催日         | 開催地 | 会場                 | 補足                                                            |
| -------------- | ------ | -------------------- | --------------------------------------------------------------- |
| 10月02日・03日 | 大阪   | NHK大阪ホール        | 10月2日は夜公演のみ。3日は昼夜2公演。                           |
| 10月30日・31日 | 東京   | 東京ガーデンシアター | 10月30日は夜公演、31日は昼公演。                                |
| 11月20日・21日 | 愛知   | 一宮市民会館         | 11月20日は夜公演のみ。21日は昼夜2公演。木村昴がサプライズ出演。 |

### 2022年
横浜にて「Girls2 3rd Anniversary Live -ダイジョウブ-」開催。
日程は下記の通り。
| 開催日   | 開催地 | 会場           | 補足                                                         |
| -------- | ------ | -------------- | ------------------------------------------------------------ |
| 06月25日 | 神奈川 | ぴあアリーナMM | アンコールにLucky²がサプライズ出演し、バックダンサーを担当。 |

同年9月から12月にかけて、Girls2 としては2度目のライブツアー「Girls2 Live Tour 2022 “Shangri-la”」が全国9箇所で開催 。石井蘭が2023年3月にグループを卒業したため、9人体制として最後のライブツアーとなった。全公演でLucky²がオープニングアクトを担当。
日程は下記の通り。
| 開催日         | 開催地 | 会場                                          | 補足                                  |
| -------------- | ------ | --------------------------------------------- | ------------------------------------- |
| 09月03日       | 新潟   | 新潟テルサ                                    |                                       |
| 09月10日       | 兵庫   | 神戸国際会館こくさいホール                    |                                       |
| 09月17日       | 北海道 | 札幌文化芸術劇場 hitaru                       |                                       |
| 10月02日       | 福岡   | 福岡サンパレス                                |                                       |
| 10月09日       | 大阪   | 大阪国際会議場グランキューブ大阪 メインホール |                                       |
| 10月31日       | 宮城   | トークネットホール仙台                        |                                       |
| 11月19日       | 愛知   | 名古屋国際会議場センチュリーホール            |                                       |
| 12月11日       | 広島   | 広島上野学園ホール                            |                                       |
| 12月24日・25日 | 東京   | 東京ガーデンシアター                          | 12月24日は夜公演、12月25日は昼公演 。 |

### 2023年
10月から12月にかけて、3度目のライブツアー「Girls2 LIVE TOUR 2023 -activate-”」が全国9箇所11公演で開催 。8人体制として初のツアーとなった。
日程は下記の通り。
| 開催日         | 開催地 | 会場                                         | 補足 |
| -------------- | ------ | -------------------------------------------- | --- |
| 10月14日       | 北海道 | カナモトホール                               | |
| 10月21日・22日 | 大阪   | 大阪国際会議場グランキューブ大阪メインホール | |
| 10月28日       | 宮城   | 仙台サンプラザ                               | |
| 11月05日       | 愛知   | 名古屋国際会議場センチュリーホール           | |
| 11月11日       | 群馬   | ベイシア文化ホール                           | |
| 11月19日       | 新潟   | 新潟テルサ                                   | |
| 11月23日       | 静岡   | 静岡市清水文化会館マリナート 大ホール        | |
| 12月2日        | 福岡   | 福岡市民会館 大ホール                        | |
| 12月23日・24日 | 東京   | 東京ガーデンシアター                         | 23日は夜公演、24日は昼公演。両日ともLucky²がオープニングアクトを担当。 23日のみアンコールにiScreamがサプライズ出演。 |

### 2024年
渋谷にて「Girls2 5th anniversary We are Girls2 -The Live-」開催。
日程は下記の通り。
| 開催日   | 開催地 | 会場                       | 補足 |
| -------- | ------ | -------------------------- | ---- |
| 06月30日 | 東京   | 国立代々木競技場第一体育館 |      |

### 2025年
3月から5月にかけて、Girls2 としては4度目のライブツアー「Girls2 LIVE TOUR 2025 -ガルガルエイト-」が全国9箇所で開催 。原田都愛が同年8月末をもってグループを卒業することを発表したため、8人体制として最後のライブツアーとなった。

日程は下記の通り。
| 開催日   | 開催地 | 会場                                         | 補足           |
| -------- | ------ | -------------------------------------------- | -------------- |
| 03月02日 | 石川   | 金沢市文化ホール                             |                |
| 03月16日 | 大阪   | 南海浪切ホール                               | 会場自主公演。 |
| 04月06日 | 北海道 | カナモトホール(札幌市民ホール)               |                |
| 04月12日 | 大阪   | NHK大阪ホール                                |                |
| 04月13日 | 愛知   | Niterra日本特殊陶業市民会館 フォレストホール |                |
| 04月29日 | 福岡   | 福岡国際会議場 メインホール                  |                |
| 05月06日 | 神奈川 | パシフィコ横浜国立大ホール                   |                |
| 05月11日 | 京都   | ロームシアター京都                           |                |
| 05月24日 | 宮城   | トークネットホール仙台                       |                |

また、6月に追加公演として『Girls² LIVE TOUR 2025 -ガルガルエイト- 6th Anniversary Party 』を東京ガーデンシアターで開催 。
日程は下記の通り。
| 開催日   | 開催地 | 会場                 | 補足 |
| -------- | ------ | -------------------- | ---- |
| 06月28日 | 東京   | 東京ガーデンシアター |      |

## ファンミーティング・ファンクラブ会員限定イベント

### 2022年
同年2月から4月にかけて、初のファンミーティング「Girls2ファンミーティング by GL2family」を全国8箇所8公演開催。
日程は下記の通り。
| 開催日  | 開催地 | 会場               | 補足                                                            |
| ------- | ------ | ------------------ | --------------------------------------------------------------- |
| 2月8日  | 大阪   | Zepp Namba         |                                                                 |
| 2月15日 | 東京   | 豊洲PIT            |                                                                 |
| 3月6日  | 広島   | 広島クラブクアトロ | 当初2月1日に開催予定であったが、メンバーの体調不良に伴い延期。  |
| 3月29日 | 福岡   | Zepp Fukuoka       | 当初1月27日に開催予定であったが、メンバーの体調不良に伴い延期。 |
| 3月31日 | 名古屋 | Zepp Nagoya        |                                                                 |
| 4月13日 | 仙台   | 仙台PIT            |                                                                 |
| 4月19日 | 新潟   | 新潟LOTS           |                                                                 |
| 4月25日 | 札幌   | Zepp Sapporo       |                                                                 |

### 2023年
同年4月、ファンミーティング「Girls2ファンミーティング 2023 by GL2family & friend」を全国7箇所9公演開催。
日程は下記の通り。
| 開催日  | 開催地 | 会場                                    | 補足        |
| ------- | ------ | --------------------------------------- | ----------- |
| 4月6日  | 東京   | Zepp DiverCity                          |             |
| 4月10日 | 大阪   | Zepp Namba                              |             |
| 4月11日 | 名古屋 | Zepp Nagoya                             |             |
| 4月15日 | 福岡   | Zepp Fukuoka                            | 昼夜2公演。 |
| 4月18日 | 札幌   | Zepp Sapporo                            |             |
| 4月21日 | 仙台   | 日立システムズホール仙台 シアターホール |             |
| 4月23日 | 新潟   | 新潟LOTS                                | 昼夜2公演。 |

### 2024年
同年10月、Girls² 5周年ライブのスピンオフ企画イベント「「We are Girls2 -The Live- Mini!」 by GL2family & friend」を全国6箇所にて開催予定。
日程は下記の通り。
| 開催日   | 開催地 | 会場               | 補足                                            |
| -------- | ------ | ------------------ | ----------------------------------------------- |
| 10月6日  | 仙台   | 仙台PIT            |                                                 |
| 10月7日  | 東京   | Zepp DiverCity     |                                                 |
| 10月11日 | 名古屋 | ダイヤモンドホール |                                                 |
| 10月13日 | 福岡   | Zepp Fukuoka       |                                                 |
| 10月21日 | 札幌   | Zepp Sapporo       |                                                 |
| 10月28日 | 大阪   | なんばハッチ       | PSYCHIC FEVERより剣、中西椋雅がサプライズ出演。 |

## リリースイベント

### 2019年
同年、6月26日 発売 1st シングル 「ダイジョウブ」発売記念リリースイベントを開催。
日程は下記の通り。
| 開催日  | 開催地 | 会場                                                      | 補足                                                         |
| ------- | ------ | --------------------------------------------------------- | ------------------------------------------------------------ |
| 4月13日 | 千葉   | アリオ蘇我 1階 屋外イベント広場                           | ※参加メンバー 小田、隅谷、鶴屋、小川、増田、菱田、山口、原田 |
| 4月14日 | 千葉   | セブンパーク アリオ柏 スマイル・パーク                    | ※参加メンバー 小田、隅谷、鶴屋、小川、増田                   |
| 4月20日 | 群馬   | けやきウォーク前橋 1F けやきコート                        | ※参加メンバー 小田、隅谷、鶴屋、小川、増田                   |
| 4月29日 | 大阪   | あべのキューズモール 3F スカイコート                      | ※参加メンバー 小田、隅谷、鶴屋、小川、増田                   |
| 4月30日 | 大阪   | イオンモールりんくう泉南                                  | ※参加メンバー 小田、隅谷、鶴屋、小川、増田                   |
| 5月3日  | 東京   | 東京イースト21 イースト21プラザ                           | ※参加メンバー 小田、隅谷、鶴屋、小川、増田                   |
| 5月6日  | 佐賀   | モラージュ佐賀 北館1Fモラージュプラザ                     | ※参加メンバー 小田、隅谷、鶴屋、小川、増田                   |
| 5月12日 | 兵庫   | 阪急西宮ガーデンズ 本館4Fスカイガーデン 木の葉のステージ… | ※参加メンバー 小田、隅谷、鶴屋、小川、増田                   |
| 5月19日 | 東京   | ダイバーシティ東京プラザ 2Fフェスティバル広場             | ※参加メンバー 小田、隅谷、鶴屋、小川、増田                   |
| 6月1日  | 茨城   | イオンモール土浦 1F花火ひろば                             | ※参加メンバー 小田、隅谷、鶴屋、小川、増田                   |
| 6月2日  | 愛知   | アスナル金山 明日なる！広場                               | ※参加メンバー 小田、隅谷、鶴屋、小川、増田                   |
| 6月15日 | 兵庫   | イオンモール神戸北                                        | ※参加メンバー 小田、隅谷、鶴屋、小川、増田                   |
| 6月16日 | 東京   | ららぽーと立川立飛 2階 イベント広場                       | ※参加メンバー 小田、隅谷、鶴屋、小川、増田                   |
| 6月22日 | 埼玉   | ステラタウン大宮 1Fメローペ広場                           | ※参加メンバー 小田、隅谷、鶴屋、小川、増田                   |
| 6月23日 | 京都   | イオンモール久御山 1F憩いの広場                           | ※参加メンバー 小田、隅谷、鶴屋、小川、増田                   |
| 6月29日 | 千葉   | アリオモール蘇我 屋外イベント広場                         | ※参加メンバー 小田、隅谷、鶴屋、小川、増田                   |
| 6月30日 | 神奈川 | アリオ橋本                                                | ※参加メンバー 小田、隅谷、鶴屋、小川、増田                   |

同年、10月30日 発売 1st ミニアルバム「恋するカモ」発売記念リリースイベントを開催。
日程は下記の通り。
| 開催日   | 開催地 | 会場                                                     | 補足                                                                                       |
| -------- | ------ | -------------------------------------------------------- | ------------------------------------------------------------------------------------------ |
| 8月24日  | 福岡   | 筑紫野ベレッサ 1F パームコート                           | ※参加メンバー 小田、隅谷、鶴屋、小川、増田                                                 |
| 8月25日  | 佐賀   | モラージュ佐賀 南館 1F 特設ステージ                      | ※参加メンバー 小田、隅谷、鶴屋、小川、増田                                                 |
| 8月31日  | 香川   | イオンモール綾川 1F グリーンコート                       | ※参加メンバー 小田、隅谷、鶴屋、小川、増田                                                 |
| 9月1日   | 兵庫   | 阪急西宮ガーデンズ 本館4Fスカイガーデン 木の葉のステージ | ※参加メンバー 小田、隅谷、鶴屋、小川、増田                                                 |
| 9月8日   | 千葉   | セブンパークアリオ柏                                     | ※参加メンバー 小田、隅谷、鶴屋、小川、増田                                                 |
| 9月14日  | 静岡   | サンストリート浜北                                       | ※参加メンバー 小田、隅谷、鶴屋、小川、増田                                                 |
| 9月15日  | 大阪   | イオンモール堺鉄砲町                                     | ※参加メンバー 小田、隅谷、鶴屋、小川、増田                                                 |
| 9月16日  | 大阪   | あべのキューズモール                                     | ※参加メンバー 小田、隅谷、鶴屋、小川、増田                                                 |
| 9月22日  | 福岡   | イオンモール大牟田                                       | ※参加メンバー 小田、隅谷、鶴屋、小川、増田                                                 |
| 9月23日  | 福岡   | リバーウォーク北九州                                     | ※参加メンバー 小田、隅谷、鶴屋、小川、増田                                                 |
| 9月28日  | 岡山   | アリオ倉敷                                               | ※参加メンバー 小田、隅谷、鶴屋、小川、増田                                                 |
| 9月29日  | 大阪   | イオンモールりんくう泉南                                 | ※参加メンバー 小田、隅谷、鶴屋、小川、増田                                                 |
| 10月6日  | 神奈川 | アリオ橋本                                               | ※参加メンバー 小田、隅谷、小川、増田、菱田、山口、原田、石井                               |
| 10月12日 | 東京   | 昭島モリタウン                                           | ※参加メンバー 小田、隅谷、鶴屋、小川、増田 台風予報の影響で中止。                          |
| 10月13日 | 茨城   | イオンモール土浦                                         | ※参加メンバー 小田、隅谷、鶴屋、小川、増田、 菱田、山口、原田、石井 台風予報の影響で中止。 |
| 10月14日 | 千葉   | アリオ蘇我                                               | ※参加メンバー 小田、隅谷、鶴屋、小川、増田、 菱田、山口、原田、石井                        |
| 10月20日 | 愛知   | アスナル金山                                             | ※参加メンバー 小田、隅谷、鶴屋、小川、増田                                                 |
| 10月27日 | 千葉   | セブンパークアリオ柏                                     | ※参加メンバー 小田、隅谷、鶴屋、小川、増田、 菱田、山口、原田、石井                        |
| 11月2日  | 埼玉   | イオンレイクタウンmori                                   | ※参加メンバー 小田、隅谷、鶴屋、小川、増田、 菱田、山口、原田、石井                        |
| 11月3日  | 埼玉   | ステラタウン大宮 メローペ広場                            | ※参加メンバー 小田、隅谷、鶴屋、小川、増田、 菱田、山口、原田、石井                        |

### 2020年
同年、４月29日 発売 2ndミニアルバム「チュワパネ！」発売記念リリースイベントを開催。
新型コロナウイルスの影響で、5月20日に発売延期になった。
| 開催日  | 開催地 | 会場                | 補足                             |
| ------- | ------ | ------------------- | -------------------------------- |
| 2月15日 | 東京   | 昭島モリタウン      | 新型コロナウイルスの影響で中止。 |
| 2月16日 | 宮城   | ザ・モール 仙台長町 | 新型コロナウイルスの影響で中止。 |
| 2月23日 | 愛知   | ラグーナテンボス    | 特典会は中止。ライブは実施。     |
| 2月24日 | 千葉   | アリオ蘇我          | 新型コロナウイルスの影響で中止。 |

### 2023年
同年、5月24日 発売EP「Countdown」発売記念リリースイベントを開催。
日程は下記の通り。
| 開催日  | 開催地 | 会場                                  | 補足                                  |
| ------- | ------ | ------------------------------------- | ------------------------------------- |
| 4月22日 | 千葉   | セブンパーク アリオ柏                 |                                       |
| 4月29日 | 東京   | ららぽーと立川立飛                    |                                       |
| 5月5日  | 愛知   | イオンモール木曽川                    |                                       |
| 5月6日  | 大阪   | セブンパーク天美                      |                                       |
| 5月7日  | 岡山   | アリオ倉敷                            |                                       |
| 5月14日 | 神奈川 | さがみ湖リゾート プレジャーフォレスト | 隅谷が体調不良のため、 出演見合わせ。 |
| 5月20日 | 栃木   | 那須ハイランドパーク                  |                                       |
| 5月21日 | 埼玉   | イオンレイクタウン mori               |                                       |
| 5月27日 | 愛知   | アスナル金山                          |                                       |
| 5月28日 | 兵庫   | 阪急西宮ガーデンズ                    |                                       |

　同年、9月6日 発売EP Girls² × iScream「Rock Steady」発売記念リリースイベントを開催。
| 開催日  | 開催地 | 会場                   | 補足                                  |
| ------- | ------ | ---------------------- | ------------------------------------- |
| 7月17日 | 愛知   | プライムツリー赤池     |                                       |
| 7月29日 | 千葉   | セブンパークアリオ柏   | 小田が体調不良のため、 出演見合わせ。 |
| 8月5日  | 東京   | ららぽーと立川立飛     |                                       |
| 8月6日  | 神奈川 | アリオ橋本             |                                       |
| 8月13日 | 岡山   | イオンモール倉敷       |                                       |
| 8月14日 | 大阪   | アリオ八尾             |                                       |
| 8月15日 | 福岡   | イオンモール福岡       |                                       |
| 8月16日 | 静岡   | プレ葉ウォーク浜北     |                                       |
| 8月19日 | 千葉   | イオンモール幕張新都心 |                                       |
| 8月20日 | 東京   | カメイドクロック       |                                       |
| 9月2日  | 大阪   | セブンパーク天美       |                                       |
| 9月3日  | 静岡   | プレ葉ウォーク浜北     |                                       |
| 9月9日  | 愛知   | アスナル金山           |                                       |
| 9月10日 | 兵庫   | 阪急西宮ガーデンズ     |                                       |

同年、12月20日 発売EP「アクセラレイト」発売記念リリースイベントを開催。
| 開催日   | 開催地 | 会場                    | 補足                                        |
| -------- | ------ | ----------------------- | ------------------------------------------- |
| 11月3日  | 兵庫   | 阪急西宮ガーデンズ      |                                             |
| 11月4日  | 愛知   | イオンモール名古屋茶屋  |                                             |
| 11月18日 | 東京   | イオンモールむさし村山  |                                             |
| 11月26日 | 埼玉   | イオンレイクタウン kaze |                                             |
| 12月3日  | 福岡   | イオンモール福岡        |                                             |
| 12月9日  | 愛知   | イオンモール木曽川      |                                             |
| 12月10日 | 大阪   | アリオ八尾              |                                             |
| 12月16日 | 東京   | ららぽーと立川立飛      | 小田が体調不良のため、 出演見合わせ。       |
| 12月17日 | 東京   | ららぽーと豊洲          | 小田・鶴屋が体調不良のため、 出演見合わせ。 |

### 2024年
同年、3月20日 発売 2nd フルアルバム「We are Girls² ‐ || -」発売記念リリースイベントを開催。
| 開催日  | 開催地 | 会場                                | 補足                                  |
| ------- | ------ | ----------------------------------- | ------------------------------------- |
| 2月4日  | 神奈川 | ららぽーと横浜                      |                                       |
| 2月11日 | 大阪   | あべのキューズモール 3Fスカイコート |                                       |
| 2月18日 | 神奈川 | アリオ橋本                          |                                       |
| 2月23日 | 千葉   | 流山おおたかの森                    |                                       |
| 2月25日 | 愛知   | プライムツリー赤池                  |                                       |
| 3月3日  | 千葉   | イオンモール幕張新都心              |                                       |
| 3月16日 | 宮城   | 仙台E BeanS                         | 菱田が体調不良のため、 出演見合わせ。 |
| 3月17日 | 福岡   | ららぽーと福岡                      | 菱田が体調不良のため、 出演見合わせ。 |
| 3月20日 | 愛知   | アスナル金山                        | 菱田が体調不良のため、 出演見合わせ。 |
| 3月23日 | 大阪   | アリオ八尾                          |                                       |
| 3月24日 | 東京   | ららぽーと豊洲                      |                                       |

同年、6月19日 発売EP Girls² × iScream「D.N.A.」発売記念リリースイベントを開催。
日程は下記の通り。
| 開催日  | 開催地 | 会場                                | 補足                                  |
| ------- | ------ | ----------------------------------- | ------------------------------------- |
| 5月4日  | 滋賀   | ピエリ守山                          |                                       |
| 5月5日  | 大阪   | あべのキューズモール 3Fスカイコート |                                       |
| 5月6日  | 愛知   | アスナル金山                        |                                       |
| 5月18日 | 千葉   | イオンモール幕張新都心              |                                       |
| 6月2日  | 愛知   | プライムツリー赤池                  |                                       |
| 6月9日  | 埼玉   | イオンレイクタウンkaze              | 増田が体調不良のため、 出演見合わせ。 |
| 6月22日 | 神奈川 | アリオ橋本                          |                                       |
| 6月23日 | 東京   | ダイバーシティ東京プラザ            |                                       |

同年、10月30日 発売EP「寄り道 -Take it easy baby-」発売記念リリースイベントを開催。
日程は下記の通り。
| 開催日   | 開催地 | 会場                           | 補足 |
| -------- | ------ | ------------------------------ | ---- |
| 9月23日  | 埼玉   | イオンレイクタウンkaze         |      |
| 9月28日  | 大阪   | あべのキューズモール           |      |
| 9月29日  | 愛知   | イオンモール大高               |      |
| 10月14日 | 福岡   | イオンモール福岡               |      |
| 10月20日 | 神奈川 | ららぽーと横浜                 |      |
| 10月27日 | 大阪   | アリオ鳳                       |      |
| 11月2日  | 愛知   | ららぽーと名古屋みなとアクルス |      |
| 11月3日  | 千葉   | イオンモール幕張新都心         |      |